# Bad Marienberg (Westerwald)
Bad Marienberg település Németországban, Rajna-vidék-Pfalz tartományban. Lakosainak száma 6279 fő (2023. december 31.).

## Népesség
A település népességének változása:
| Lakosok száma | 5071 | 5643 | 5926 | 5961 | 6137 | 6238 | 6279 |
|               | 1975 | 2010 | 2017 | 2019 | 2021 | 2022 | 2023 |